# The Amazing Race: A Corrida Milionária
The Amazing Race: A Corrida Milionária es la primera edición brasilera del programa de televisión estadounidense The Amazing Race. Presenta 11 equipos de 2 personas en una carrera alrededor de Brasil y Chile.
La temporada fue estrenada el 13 de octubre de 2007 en RedeTV! y finalizó el 5 de enero de 2008.

## Producción

### Desarrollo y rodaje
The Amazing Race: A Corrida Milionária cubrió 15.000 kilómetros en 33 días. La carrera se llevó a cabo la mayor parte del tiempo en Brasil, mientras que fuera del país también se filmó en Chile para las últimas etapas, convirtiéndose en la franquicia de The Amazing Race que menos países ha visitado.
Los marcadores de ruta son de color amarillo y verde, lo que refleja a los colores nacionales brasileños, en lugar de amarillo y rojo en la mayoría de otras versiones. Esta carrera comenzó en Brasil y terminó en Chile, esto hizo que se convirtiera en la primera franquicia de The Amazing Race para iniciar y terminar en dos países diferentes. En la mayoría de las versiones, la carrera comenzó y terminó en un mismo país.

### Reparto
Las inscripciones para la primera temporada fueron abiertos desde enero hasta julio de 2007, y el rodaje se produjo en América del Sur durante agosto y septiembre de 2007. Narciso y Marcelo son la primera pareja homosexual en participar en un reality show de Brasil.

## Resultados
| Equipo             | Relación   | Posiciones (por etapa) | Posiciones (por etapa) | Posiciones (por etapa) | Posiciones (por etapa) | Posiciones (por etapa) | Posiciones (por etapa) | Posiciones (por etapa) | Posiciones (por etapa) | Posiciones (por etapa) | Posiciones (por etapa) | Posiciones (por etapa) | Posiciones (por etapa) | Posiciones (por etapa) | Obstáculos realizados |
| Equipo             | Relación   | 1                      | 2                      | 3                      | 4                      | 5                      | 6                      | 7                      | 8                      | 9                      | 10                     | 11                     | 12                     | 13                     | Obstáculos realizados |
| ------------------ | ---------- | ---------------------- | ---------------------- | ---------------------- | ---------------------- | ---------------------- | ---------------------- | ---------------------- | ---------------------- | ---------------------- | ---------------------- | ---------------------- | ---------------------- | ---------------------- | --------------------- |
| Patrícia & Sane    | Amigas     | 3.º                    | 4.º                    | 2.º                    | 5.º                    | 4.º                    | 3.º                    | 5.º                    | 3.º                    | 4.º                    | 3.º                    | 1.º                    | 2.º                    | 1.º                    | Patrícia 6, Sane 6    |
| Jonatas & Rafael   | Amigos     | 2.º                    | 1.º                    | 9.º                    | 1.º                    | 2.º                    | 2.º                    | 4.º                    | 2.º                    | 3.º                    | 4.º                    | 3.º                    | 3.º                    | 2.º                    | Jonatas 5, Rafael 6   |
| Perri & Maristela  | Matrimonio | 1.º                    | 3.º                    | 4.º                    | 4.º                    | 3.º                    | 1.º                    | 1.º                    | 4.º                    | 1.º                    | 2.º                    | 2.º                    | 1.º                    | 3.º                    | Perri 6, Maristela 5  |
| Jorge & Silvia     | Matrimonio | 4.º                    | 7.º                    | 5.º                    | 7.º                    | 5.º                    | 5.º                    | 3.º                    | 5.º                    | 2.º                    | 1.º                    | 4.º                    | 4.º                    |                        | Jorge 6, Sílvia 4     |
| Débora & Daniela   | Hermanas   | 8.º                    | 5.º                    | 7.º                    | 3.º                    | 7.º                    | 4.º                    | 2.º                    | 1.º                    | 5.º                    | 5.º                    |                        |                        |                        | Débora 6, Daniela 3   |
| Andréa & Luciana   | Hermanas   | 9.º                    | 8.º                    | 6.º                    | 6.º                    | 1.º                    | 7.º                    | 6.º                    | 6.º                    |                        |                        |                        |                        |                        | Andréa 5, Luciana 2   |
| Milene & Jaqueline | Amigas     | 5.º                    | 2.º                    | 8.º                    | 8.º                    | 6.º                    | 6.º                    | 7.º                    |                        |                        |                        |                        |                        |                        | Milene 4, Jaqueline 2 |
| Mari Lice & Tâmisa | Madre/Hija | 6.º                    | 6.º                    | 3.º                    | 2.º                    | 8.º                    |                        |                        |                        |                        |                        |                        |                        |                        | Mari Lice 2, Tâmisa 2 |
| Carlos & Eduardo   | Padre/Hijo | 7.º                    | 9.º                    | 1.º                    | 9.º                    |                        |                        |                        |                        |                        |                        |                        |                        |                        | Carlos 2, Eduardo 1   |
| Narciso & Marcelo  | Novios     | 10.º                   | 10.º                   |                        |                        |                        |                        |                        |                        |                        |                        |                        |                        |                        | Narciso 1, Marcelo 1  |
| Sandro & Daniel    | Primos     | 11.º                   |                        |                        |                        |                        |                        |                        |                        |                        |                        |                        |                        |                        | Sandro 0, Daniel 1    |

## Premios
Se entregan a los que lleguen en primer lugar en cada etapa de la carrera.
- Etapa 1: Unas vacaciones a Buenos Aires, Argentina.
- Etapa 2: Unas vacaciones a Salvador, Bahía.
- Etapa 3: Una fiesta en Natal, Río Grande del Norte.
- Etapa 4: Unas vacaciones a Río de Janeiro.
- Etapa 5: Una fiesta en Angra dos Reis, en Río de Janeiro.
- Etapa 6: Un día de fiesta en Salvador, Bahía.
- Etapa 7: Una fiesta en Curitiba, Paraná.
- Etapa 8: Una fiesta en Curitiba, Paraná.
- Etapa 9: Una fiesta en Recife, Pernambuco.
- Etapa 10: Unas vacaciones a Buenos Aires, Argentina.
- Etapa 11: Un día de fiesta en Río de Janeiro.
- Etapa 12: Un día de fiesta en Machu Picchu, Perú.
- Etapa 13: R$500,000 BRL.

## Resumen de la carrera

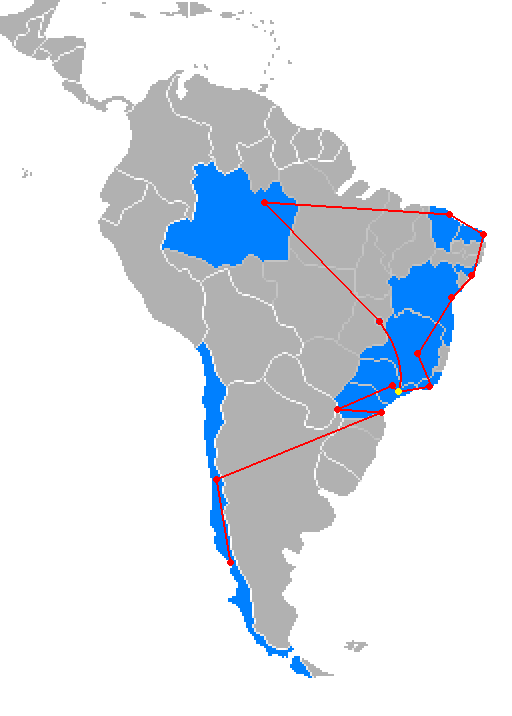
Mapa de Ruta. La carrera empezó en Brasil y terminó en Chile.

### Etapa 1 (São Paulo → Rio de Janeiro)
- Fecha de emisión: 13 de octubre de 2007

- São Paulo,  Brasil (Parque de Ibirapuera) (Punto de partida)
- São Paulo (Aeropuerto de Congonhas) a Río de Janeiro (Aeropuerto Santos Dumont)
- Río de Janeiro (Urca)
- Río de Janeiro (Urca o Santa Teresa)
- Río de Janeiro (Cerro del Corcovado)
- Río de Janeiro (Praça XV)
- Bahía de Guanabara (Río de Janeiro - Niterói)
- Petrópolis (Palacio Quitandinha)
- Petrópolis (Palacio de Cristal)
- Petrópolis (Pousada da Alcobaça)

Obstáculo: 
En el ferry, los equipos tuvieron que buscar entre cientos de pasajeros a alguien llamado Shimiko, sin conocer su sexo, etnia o edad. Esta persona les entregara su siguiente pista.
Tareas adicionales:
El desvío para esta etapa era aventurar (aventura) y Procurar (Búsqueda). En aventurar, equipos rappeled abajo Morro da Urca. En Procurar, los equipos tuvieron que montar un tranvía hasta el casco histórico de Santa Teresa, encontrar Laurinda Santos Lobo Centro Cultural y recuperar la idea de un hombre fuera de ese edificio. La barricada era identificar correctamente con signos, cinco parches vegetales específicas entre docenas en el jardín.
Ganadores: Perri y Maristela.
Eliminados: Sandro & Daniel.

### Etapa 2 (São Paulo → Río de Janeiro → Minas Gerais)

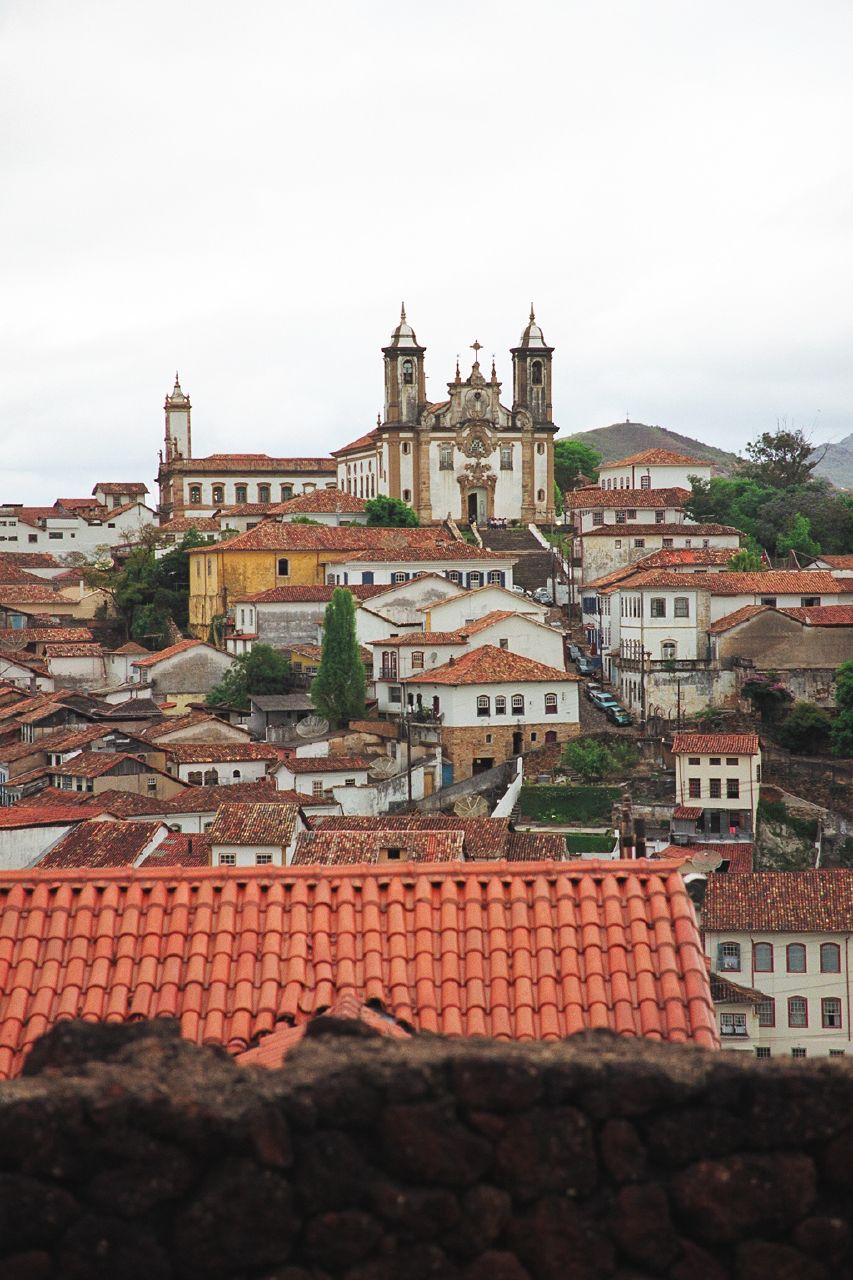
Equipos visitaron Ouro Preto en la 2ª Etapa.

- Fecha de emisión: 20 de octubre de 2007

- Petrópolis (Shopping Plaza)
- Ouro Preto, Minas Gerais (Praça Tiradentes)
- Ouro Preto, (Museu da Inconfidência)
- Ouro Preto, (Mina de Santa Rita)
- Mariana (estación de tren)
- Mariana (Mina da Passagem)
- Santa Bárbara (Santuario hacer Caraça)

Obstáculo: 
La barricada era subir a lo más profundo de la mina y el uso de las herramientas proporcionadas para cavar una pepita de oro. El desvío para esta etapa era Atar y desviar. En Atar, los equipos tuvieron que atar seis tipos de nudos tras una manifestación. En desviar , ambos miembros del equipo tuvieron que correr a través de un paintball campo y recuperar una bandera desde el otro lado sin ser golpeado por los disparos.
Tareas adicionales:
Los equipos tuvieron que adquirir 14 flores en la ciudad para poner uno por cada mártir de la Conspiración Minera enterrado en el Museo.
Ganadores: Jonatas & Rafael.
Eliminados: Narciso & Marcelo.

### Etapa 3 (Minas Gerais → Bahía)

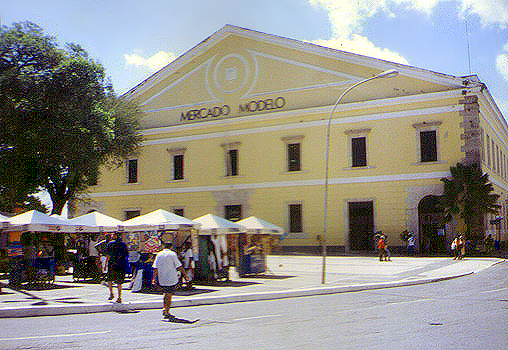
El Mercado Modelo fue el sitio de control de carretera de esta etapa.

- Fecha de emisión: 27 de octubre de 2007

- Belo Horizonte (Aeropuerto Internacional Tancredo Neves) a Salvador, Bahía (Aeropuerto Internacional Deputado Luís Eduardo Magalhães)
- Salvador (Largo do Pelourinho)
  - Salvador (Terreiro de Candomblé Tira-Teima)
- Salvador (Mercado Modelo y de la Praça da Sé)
- Salvador (Faro de la Barra)
- Salvador (Plaza 15 de Noviembre)
- Salvador (Centro Cultural o Largo de Santo Antônio)
- Salvador (Convento do Carmo)

Obstáculo: 
La barricada era averiguar cuáles fueron los cuatro alimentos mencionados en Ary Barroso canción "No Tabuleiro da Baiana": vatapá, Carurú, munguzá, y Umbú. El miembro del equipo tuvo que comprar estos artículos y presentarlos a la bahiana de pie en la Praça da Sé. El desvío para esta etapa era Vestir y Andar. En Vestir, los equipos tenían que encontrar el Centro Cultural Filhos de Ghandy y vestir a un maniquí en un traje, usando una fotografía de referencia. En Andar, los equipos tuvieron que caminar hasta el lejano Largo de Santo Antônio y encontrar una capoeira círculo. En el primer avance rápido de la carrera, ambos miembros tenían que afeitarse la cabeza y hacer un cabello.
Ganadores: Carlos & Eduardo.
Perdedores: Jonatas & Rafael.

### Etapa 4 (Bahía → Alagoas)

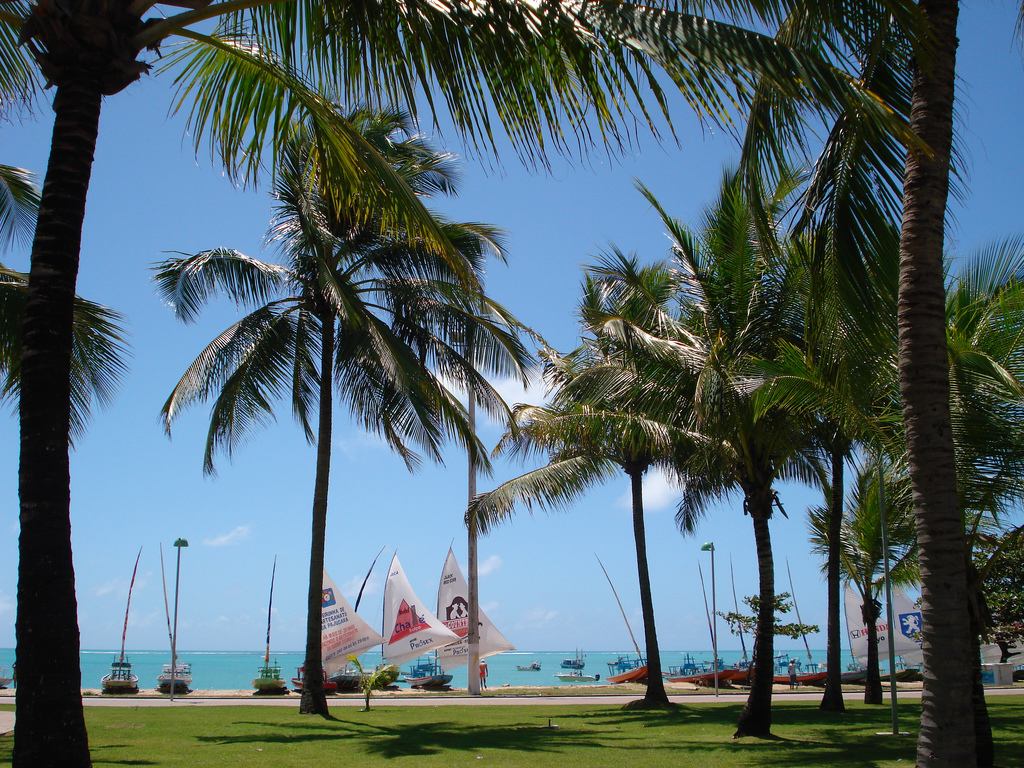
Equipos visitaron playa Pajuçara al llegar a Maceió.

- Fecha de emisión: 3 de noviembre de 2007

- Salvador (Aeropuerto Internacional Deputado Luís Eduardo Magalhães) a Maceió, Alagoas (Aeropuerto Internacional Zumbi dos Palmares)
- Maceió (Pajuçara)
- Maceió (AOS Monumento Marchais)
- Marechal Deodoro (Recanto do Paraíso)
- Piaçabuçu (Bahía de San Francisco)
- Penedo (Iglesia Nossa Senhora da Corrente)
- Jequiá da Praia (Dunas de Marapé)

Obstáculo: 
La barricada era recuperar una pista y diez cangrejos de manglar desde un tanque. El desvío fue Descifrar y Quebrar. En Descifrar, los equipos tuvieron que traducir una frase del arcaico portugués y encontrar el monumento descrito. En Quebrar, los equipos tuvieron que romper tapas de ollas de barro y encontrar una pequeña pista al horno dentro de uno de ellos.
Tareas adicionales:
En la playa de Pajuçara, los equipos tuvieron que cavar montones de arena para encontrar la siguiente pista.
Antes de el desvío, los equipos tuvieron que buscar en toda la iglesia por un pasadizo secreto utilizado para ocultar los esclavos en el pasado. La pista se oculta en el interior.
Ganadores: Jonatas & Rafael.
Eliminados: Carlos & Eduardo.

### Etapa 5 (Alagoas → Río Grande del Norte)

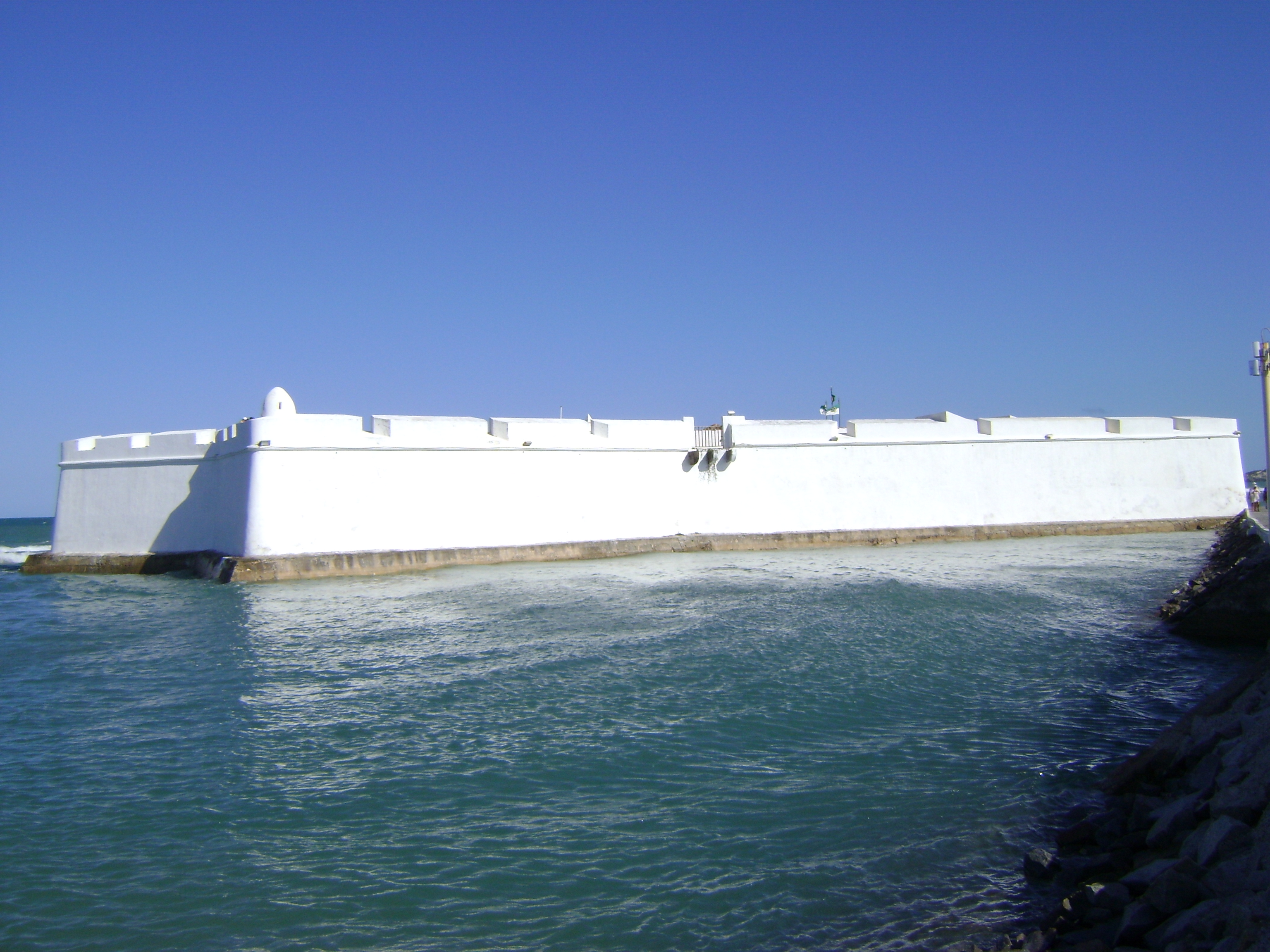
Forte dos Reis Magos en Natal sirvió como la parada para la etapa 5 de la carrera.

- Fecha de emisión: 10 de noviembre de 2007

- Natal, Río Grande del Norte (terminal de autobuses)
- Natal (Farol de Mãe Luiza)
- Maxaranguape (Ma-Noa Parque)
- Parnamirim (Centro de Lanzamiento de Barrera del Infierno)
- Extremoz (Genipabu)
- Natal (Forte dos Reis Magos)

Obstáculo: 
La barricada era reunir un pequeño cohete, transportarla y colocarla en una plataforma de lanzamiento. El desvío fue Com Emoção (Con emociones) y Sem Emoção (Sin emociones). En Con Emociones, los equipos tuvieron que tomar un paseo de emoción en un buggy. En Sin Emociones, los equipos tuvieron que realizar un dromedario en una duna.
Tareas adicionales:
En el parque, los equipos tuvieron que nadar entre los arrecifes de coral y encontrar pistas adjuntas a tres boyas. Antes de el puesto de control, los equipos tuvieron que aprender la forma correcta de abordar un oficial militar de alto rango, y pedirle la pista. Después de el desvío, los equipos tenían al trineo por una duna empinada.
Ganadores: Andréa & Luciana.
Eliminados: Mari Lice & Tâmisa.

### Etapa 6 (Río Grande del Norte → Ceará)

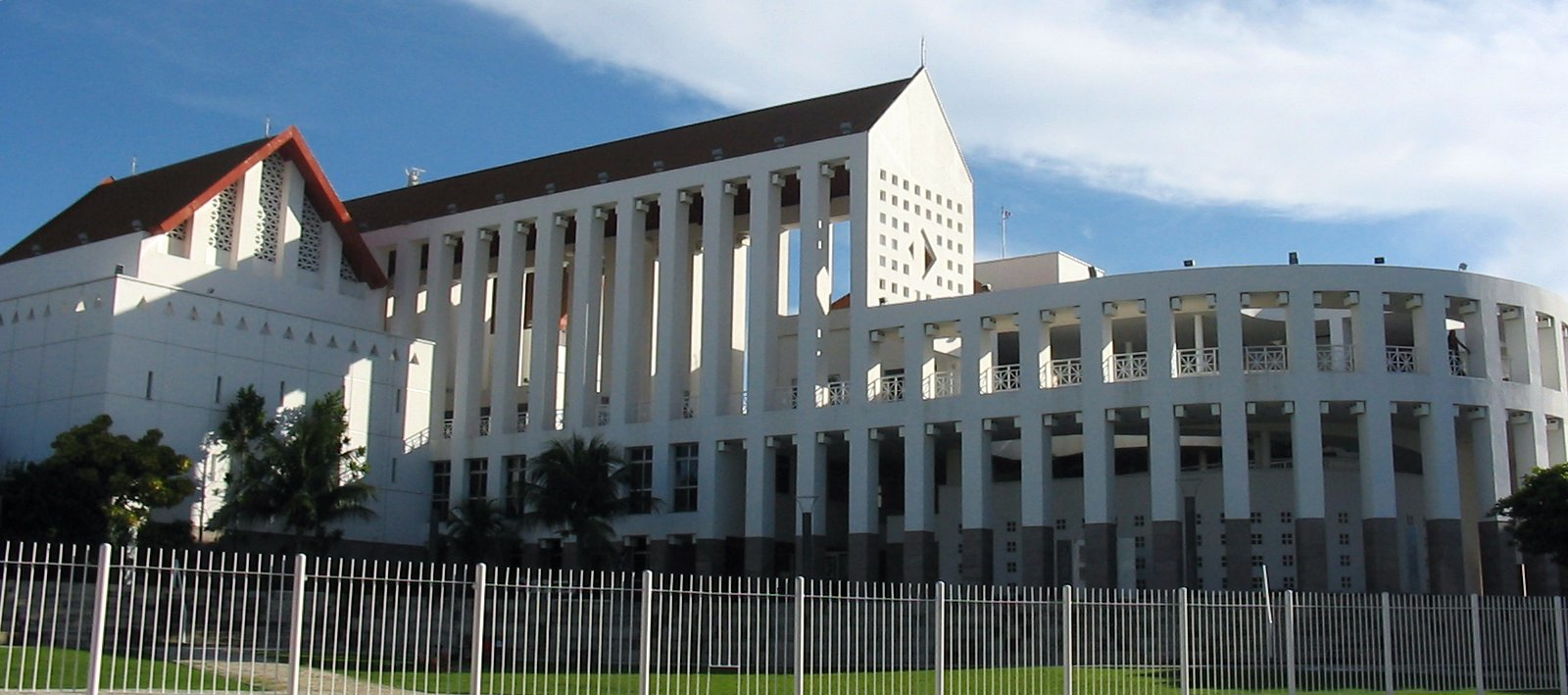
Equipos visitaron Centro Dragão do Mar de Arte y Cultura en la etapa 6.

- Fecha de emisión: 17 de noviembre de 2007

- Beberibe, Ceará (Praia de Uruaú)
- Beberibe (Falésias de Morro Branco)
- Beberibe (Capela de São Pedro)
- Fortaleza (Praia de Mucuripe)
- Fortaleza (Pirata Bar)
- Fortaleza (Centro Dragão do Mar de Arte y Cultura)
- Fortaleza (Praça do Ferreira)
- Fortaleza (Mercado Encetur)
- Aquiraz (Planta de energía eólica)

Obstáculo: 
El desvío para esta etapa era Nadar y Remar. En Nadar, los equipos tuvieron que nadar con un bodyboard en una balsa a una corta distancia. En Remar, los equipos tuvieron que remar en kayak a una distancia más larga para un barco de vela marcada. La barricada era subir al mástil de la nave y recuperar una pista.
Tareas adicionales:
- En su paseo en buggy a Morro Branco, los equipos tuvieron que recoger tres banderas. Si se perdió alguna, tuvieron que regresar y encontrarlos.
- Al Falésias de Morro Branco, los equipos tuvieron que buscar entre el laberinto de acantilados de arena para su siguiente pista.

Ganadores: Perri & Maristela.
Perdedores: Milene & Jaqueline.

### Etapa 7 (Ceará → Amazonas)

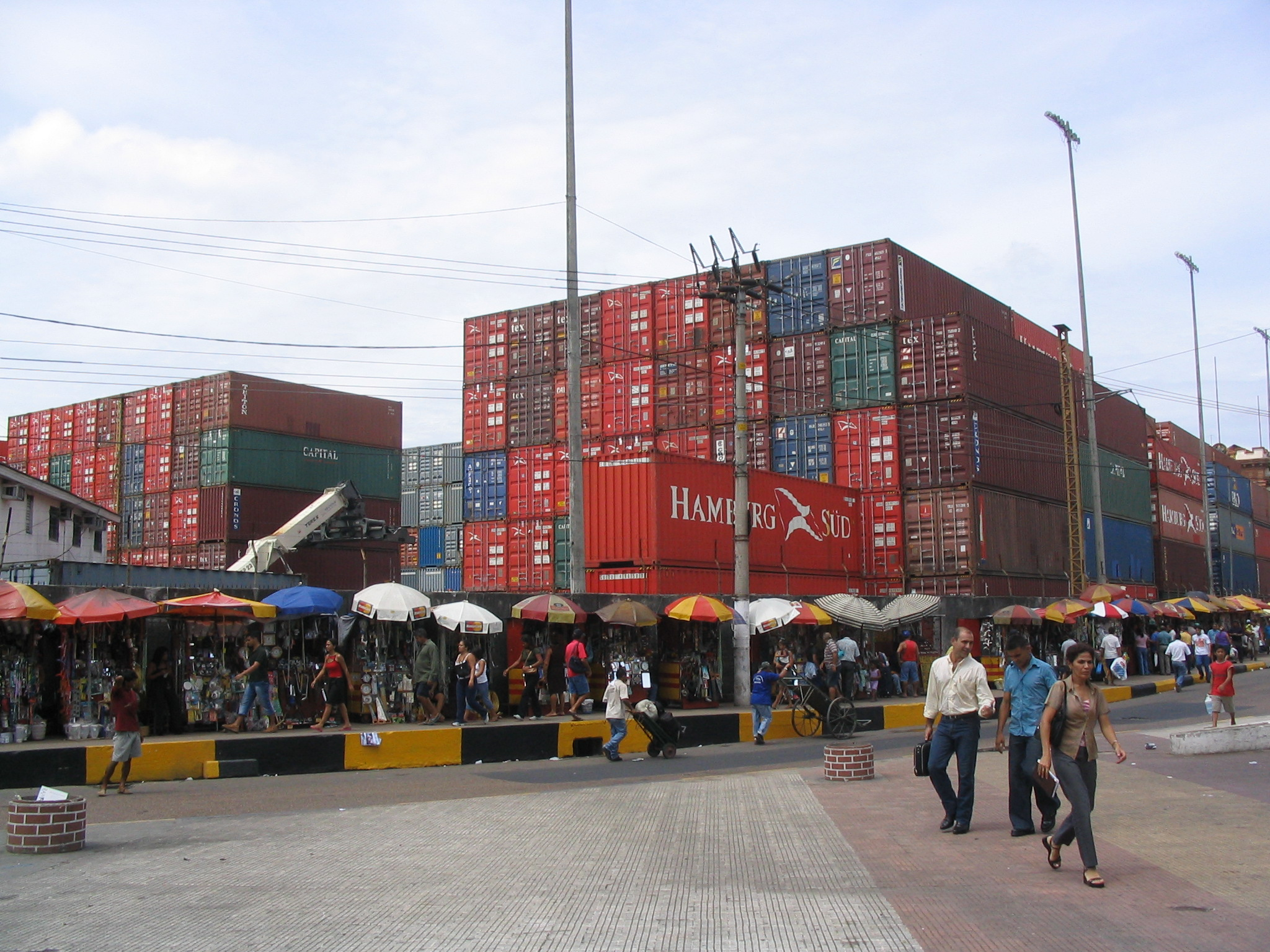
El puerto de Manaus fue visitado durante la etapa 7.

- Fecha de emisión: 24 de noviembre de 2007

- Fortaleza (Aeropuerto Internacional Pinto Martins) a Manaus, Amazonas (Aeropuerto Internacional Eduardo Gomes)
- Presidente Figueiredo (Fazenda Marupiara)
- Manaus (Teatro Amazonas)
- Manaus (Puerto de Ceasa)
- Manaus (Encuentro de las Aguas)
- Manaus (Puerto de Manaus)
- Novo Airão (Restaurante Boto-Cor-de-Rosa)
- Iranduba (Pousada Amazona arco)
- Iranduba (Tribu Sateré-Mawé)

Obstáculo: 
El desvío para esta etapa era Aventura y Supervivencia. En Aventura, los equipos tuvieron que completar un circuito de cuerdas en los árboles, que incluyeron un puente de cuerda y tirolinas. En Supervivencia, los equipos tuvieron que montar una arapuca, una trampa de indígenas para la captura de pequeñas aves y mamíferos, con los materiales suministrados. La barricada era llevar 10 kg de cachama (pescado) al mercado libre.
Tareas adicionales:
- En el restaurante, los equipos tenían que alimentar a seis delfines rosados de río para recibir su siguiente pista.
- En el arco, los equipos tuvieron que remar a través del Río Ariaú en una canoa.

Ganadores: Perri & Maristela.
Eliminados: Milene & Jaqueline.

### Etapa 8 (Amazonas → Distrito Federal)

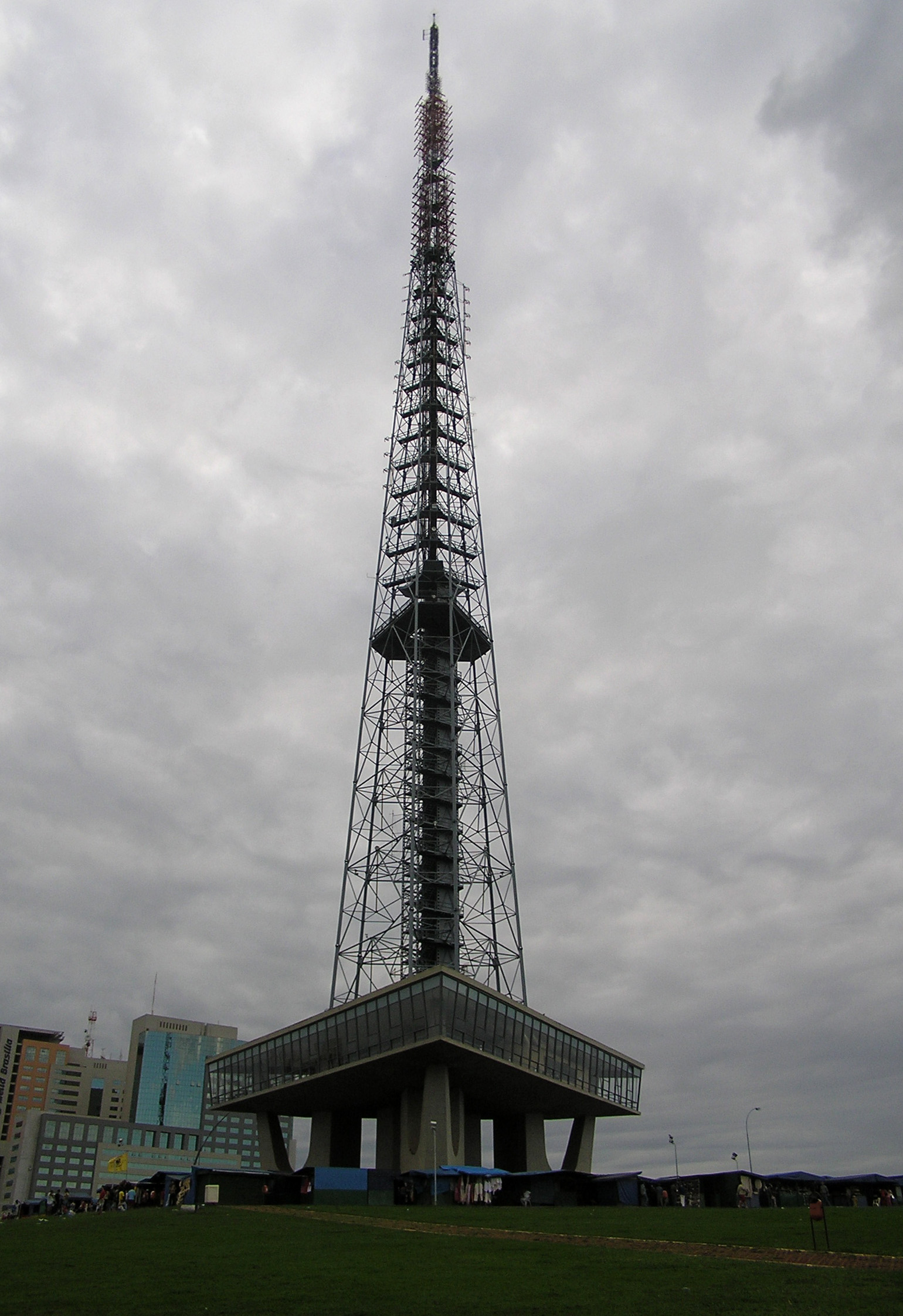
Al llegar a Brasilia, equipos visitaron Torre de TV para su primera pista.

- Fecha de emisión: 01 de diciembre de 2007

- Manaus, Amazonas (Aeropuerto Internacional Eduardo Gomes) a Brasilia, Distrito Federal (Aeropuerto Internacional de Brasilia)
- Brasilia (Torre de televisión)
  - Brasilia (Academia de Tenis)
- Brasilia (Memorial Juscelino Kubitschek)
- Brasilia (Terminal de Autobuses)
- Brasilia (Jardin del Congreso Nacional)
- Brasilia (Espaço Galleria o Espaço Cultural Renato Russo)
- Planaltina (Comunidad Vale do Amanhecer)

Obstáculo: 
La barricada requiere un corredor para susurrar una frase en clave ("El cielo es azul") a las personas en la terminal de autobuses, hasta que encontraron un alguien que responder con otra frase ("El mar es verde"). Una vez que el corredor había encontrado uno de los agentes secretos, que iban a recibir su siguiente pista. El desvío fue una elección entre Redactar y Compositor. En Redactar, los equipos tenían que ir a la discoteca Espaço Galleria y realizar un rap que incorpora los nombres de todas las paradas en boxes visitado hasta el momento en la carrera. Ellos sólo recibirían la pista si la multitud acepta la canción. En Compositor, los equipos tuvieron que ir al Espacio Cultural Renato Russo, encontrar una copia de la partitura del himno nacional de Brasil, y luego escuchar a un pianista tocando la canción para ellos. En el segundo avance rápido de la carrera, cada miembro del equipo tuvo que anotar cinco puntos contra un entrenador profesional de tenis.
Ganadores: Débora & Daniela.
Eliminados: Andréa & Luciana.

### Etapa 9 (Distrito Federal → São Paulo)

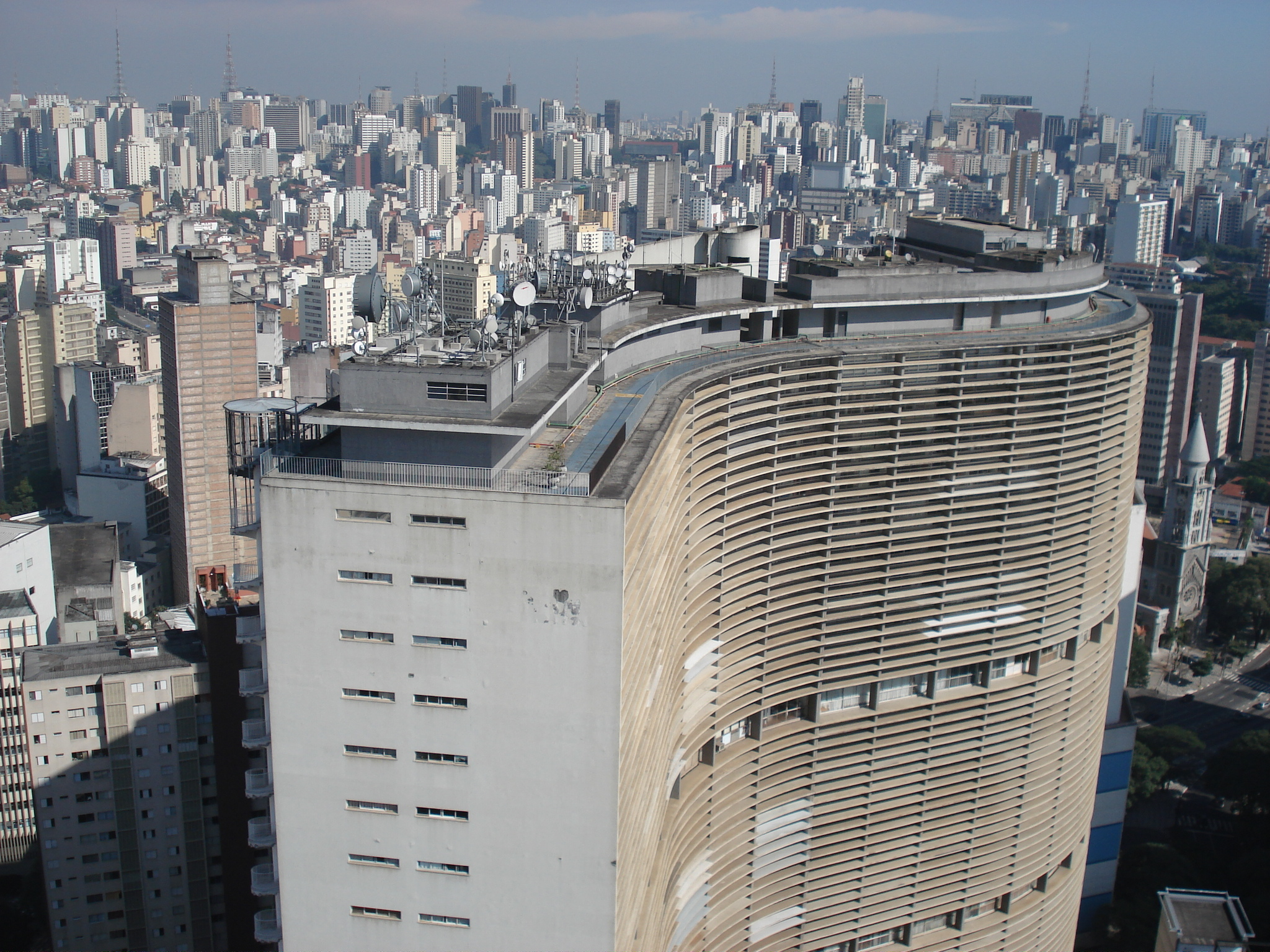
Los equipos están obligados a hacer su camino a la azotea del Edificio Copan para recuperar su pista.

- Fecha de emisión: 8 de diciembre de 2007

- Brasilia, Distrito Federal (Aeropuerto Internacional de Brasilia) a Guarulhos, São Paulo (Aeropuerto Internacional de São Paulo-Guarulhos)
- São Paulo (Azotea del Edificio Copan)
- São Paulo (Viaducto do Chá)
- Barueri (Estudios de RedeTV!)
- Itu (Base 84)
- Itu (Kartódromo Schincariol)
- Indaiatuba (Colônia Helvétia)

Obstáculo: 
El desvío en esta etapa era Tierra y Agua. En Tierra, los equipos tuvieron que completar una pista de conducción fuera de carretera un vehículo 4x4. En Agua, los equipos tuvieron que armar una balsa utilizando bambú y troncos de árboles de plátano, y cruzar un pequeño lago. La barricada era para un miembro del equipo para completar diez vueltas en una carrera de karts.
Tareas adicionales:
- El primer equipo en llegar a los estudios de RedeTV!, tuvo que recuperar su pista durante una transmisión en vivo de un programa de entrevistas de la mañana. Los equipos restantes recibieron sus pistas fuera de cámara.
- Después de el desvío, los equipos tuvieron que montar tiendas para recibir su siguiente pista.

Ganadores: Perri & Maristela.
Perdedores: Débora & Daniela.

### Etapa 10 (São Paulo → Paraná)

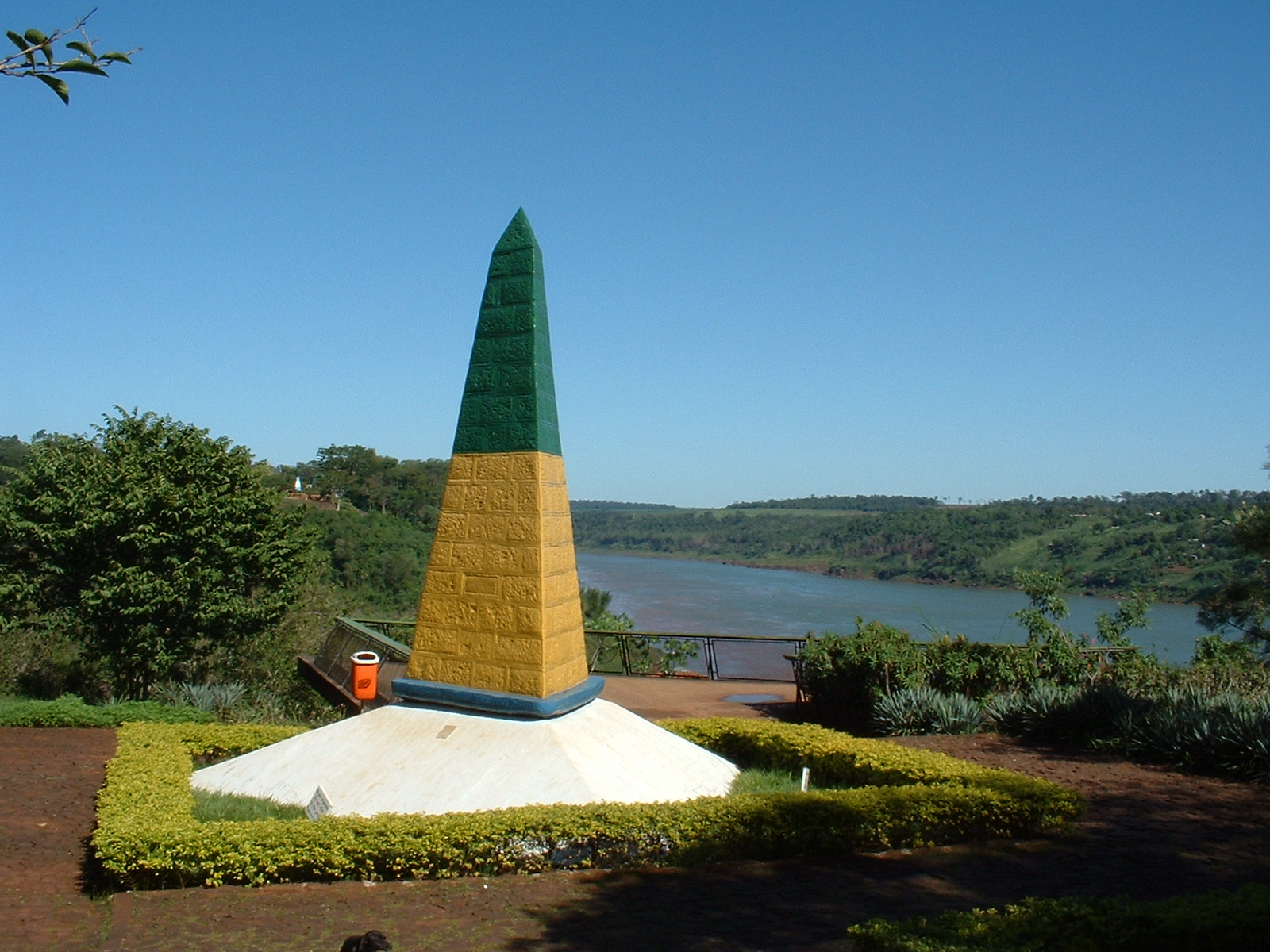
La Triple Frontera sirvió como la parada en la etapa 10 de la carrera.

- Fecha de emisión: 15 de diciembre de 2007

- Foz do Iguaçu, Paraná (Terminal de Autobuses)
- Foz do Iguaçu (Parque nacional de Iguazú - Macuco Safari)
- Foz do Iguaçu (Parque nacional de Iguazú - Poço Preto rastro)
- Foz do Iguaçu (Parque nacional de Iguazú - Cânion Iguazú)
- Foz do Iguaçu (Parque nacional de Iguazú - Mirante Garganta del Diablo)
- Foz do Iguaçu (Hotel Paudimar Campestre)
- Foz do Iguaçu (Triple Frontera)

Obstáculo: 
El desvío en esta etapa era Subir y Escalar. En Subir, cada miembro del equipo tuvo que escalar una pared de roca de dificultad medio. En Escalar, cada miembro del equipo tuvo que subir un poste de 15 metros y saltar para agarrar una barra de trapecio con los ojos vendados. La barricada era que un miembro del equipo debía comer 2 kilogramos de diferentes carnes. El avance rápido requiere subir 288 escalones, 55 metros a rappel, y luego completar un curso de rafting: dificultad medio.
Tareas adicionales:
En la pista de Poço Preto, los equipos se les dio tres nombres de aves al azar, y tenían que encontrar e identificarlos entre fotografías colgadas en los árboles a lo largo del sendero.
Ganadores: Jorge & Sílvia.
Eliminados: Débora & Daniela.

### Etapa 11 (Paraná)

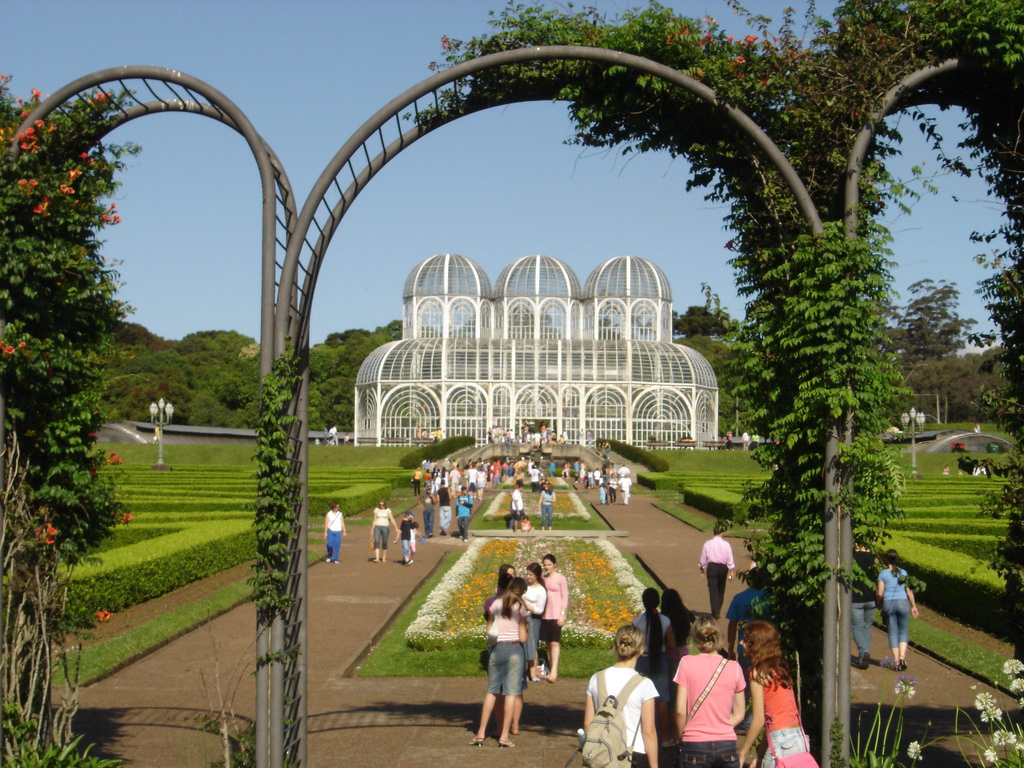
Equipos visitaron Jardín Botánico en la etapa 11.

- Fecha de emisión: 22 de diciembre de 2007

- Curitiba (Jardín Botánico)
- Curitiba (Ópera de Arame)
- Curitiba (Parque Tingui)
- Curitiba (Drop Dead Skate Park o Figaro Used Book Store)
- Morretes (Estación de Tren)
- Morretes (Santuario Nhundiaquara)
- Morretes (Puente de Hierro sobre el río Nhundiaquara)
- Paranaguá (Puerto de Paranaguá)
- Isla de Mel (Praia Encantada)

Obstáculo: 
El desvío en esta etapa era Skate y Sebo. En Skate, los equipos tuvieron que ir a Drop Dead Skate Park y montar una tabla de skate y realizar una maniobra de skate de dificultad medio. En Sebo, los equipos tenían que ir a Figaro Used Book Store y encontrar tres elementos entre los miles de libros, discos y revistas que se venden allí. La barricada era cavar para encontrar uno de los cuatro barreados (trozos cocidos de carne) en sesenta agujeros.
Tareas adicionales:
Antes de el desvío, los equipos tuvieron que aprender y participar en una tradicional danza folclórica ucraniana.
Ganadores: Patrícia & Sane.
Perdedores: Jorge & Sílvia.

### Etapa 12 (Paraná → Chile)

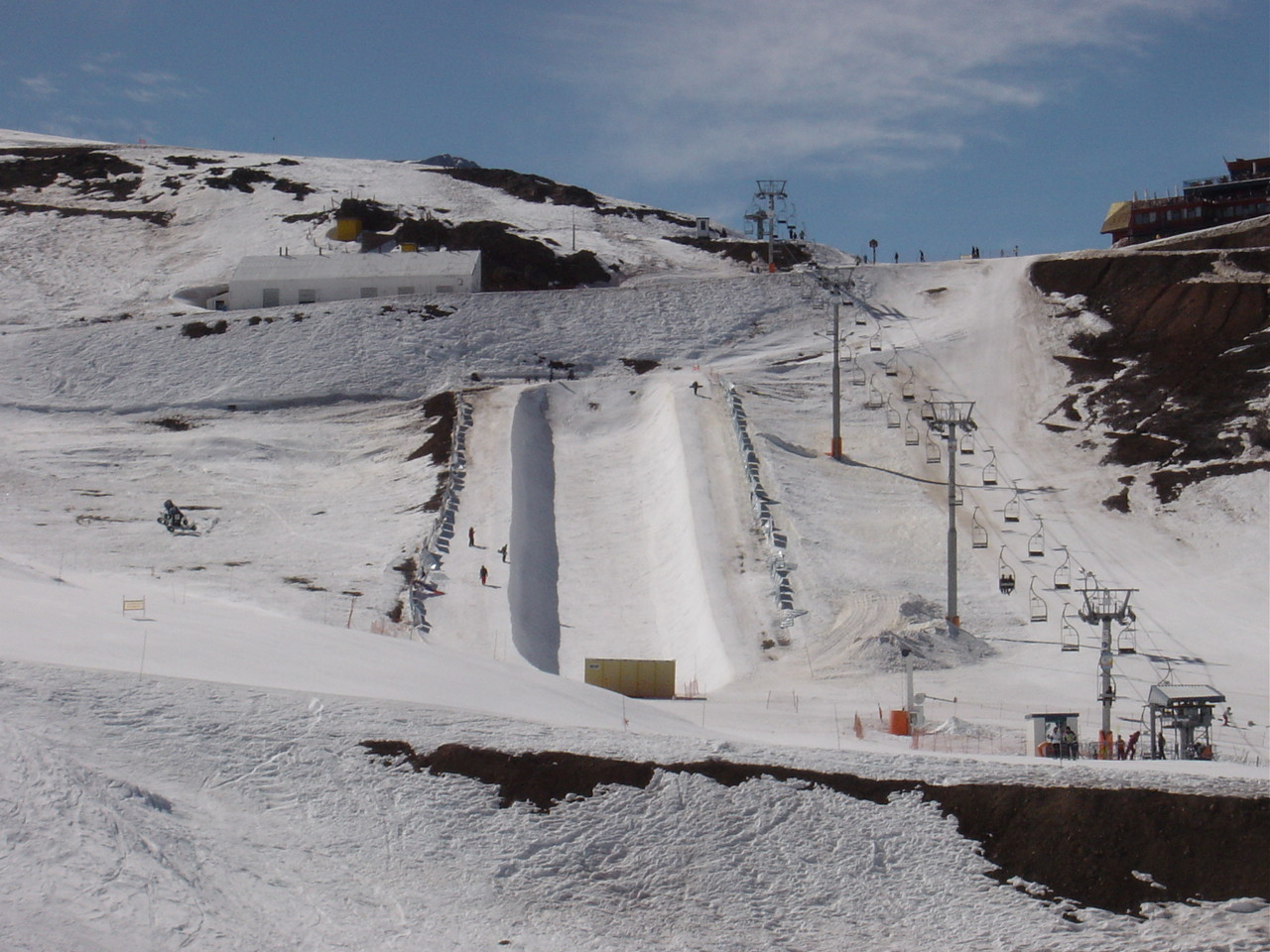
La estación de esquí de Valle Nevado, lugar donde se desarrolla la etapa 12.

- Fecha de emisión: 29 de diciembre de 2007

- Curitiba (Aeropuerto Internacional Afonso Pena) a Santiago, Región Metropolitana, Chile (Aeropuerto Internacional Arturo Merino Benítez)
- Santiago (Oficina Chile.com)
- Santiago (Mall del Centro)
- Santiago (Plaza de Armas o el Mercado Central)
- Santiago (Cerro San Cristóbal - Virgen estatua)
- Santiago (Casa de Pablo Neruda)
- Santiago (Bar y la Biblioteca del Congreso Nacional de Chile)
- Valle Nevado

Obstáculo: 
El desvío en esta etapa era Limpiar Botas y Limpiar Peces. En Limpiar Botas, los equipos tenían que ir a la Plaza de Armas y sacar brillo a 6 pares de zapatos, cargar 300 pesos para cada uno. En Limpiar Peces, los equipos tuvieron que transportar diez peces en el Mercado Central, el intestino, la piel y filete de cuatro de ellos, y comer un erizo de mar cada uno. La barricada requiere un miembro del equipo para conseguir un libro autografiado en un bar cercano.
Tareas adicionales:
En las oficinas de Chile.com, los equipos recibieron mensajes de video de sus seres queridos en casa.
Ganadores: Perri & Maristela.
Eliminados: Jorge & Sílvia.

### Etapa 13 (Chile)

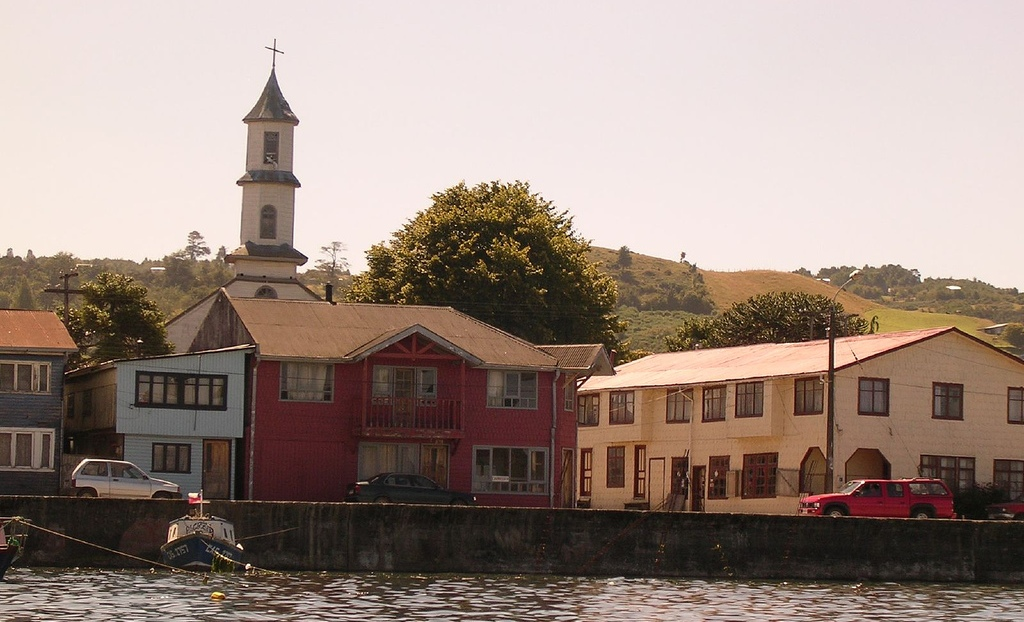
Dalcahue en Chile, el destino final de la carrera.

- Fecha de emisión: 5 de enero de 2008

- Curitiba Santiago, Región Metropolitana (Aeropuerto Internacional Arturo Merino Benítez) a Puerto Montt, Región de Los Lagos (Aeropuerto de El Tepual)
- Puerto Montt (Mercado Angelmó)
- Ancud, Isla Grande de Chiloé (Cabañas)
- Dalcahue, Chiloé (Granja)
- Dalcahue (San Juan, pueblo de pescadores)
- Dalcahue (San Juan, plaza central)
- Dalcahue (San Juan, mirador)

Obstáculo: 
La barricada final requiere un miembro del equipo para llevar cajas llenas de 1.000 manzanas y aplastarlas usando equipo agrícola. El desvío final de esta etapa fue la Casa y Concha. En Casa, los equipos tuvieron que transportar una casa móvil fuera del lago con la ayuda de dos toros. En Concha, los equipos tuvieron que tirar de cuatro jaulas de almejas fuera del agua y recuperar 100 almejas.
Tareas adicionales:
- En el mercado, los equipos tuvieron que comer cada uno 2 kg de almejas ahumadas. Si no se completa esta tarea sería descalificado. Después de eso, los equipos tuvieron que llevar una pequeña casa de madera en el mercado de la calle Las Queimas para recibir su siguiente pista.
- En el pueblo de pescadores, los equipos tuvieron que pintar un cuadro y llevar una canoa a su próximo destino, plaza central.

Ganadores: Patrícia & Sane.
2.° Lugar: Jonatas & Rafael.
3.° Lugar: Perri & Maristela.